# ものまねくらぶ
『ものまねくらぶ』は、フジテレビ系列で1989年4月5日から9月27日まで毎週木曜日 1:10 - 1:40（水曜深夜、JST）放送されていたものまねを主体とするお笑いバラエティ番組。フジテレビの深夜番組放送枠『JOCX-TV2』で放送。

## 概要
『ものまね王座決定戦』の兄弟番組という位置付けでスタート。ものまね番組として異例で初となるレギュラー番組で放送された。
レギュラー出演者には、清水アキラ・ビジーフォースペシャル・栗田貫一・コロッケといったものまね四天王。また、ものまね四天王以外のものまねタレントもゲストで出演していた。
番組の終了後、替わって同枠では『ものまね珍坊』という後継番組がスタートした。

## 出演者
レギュラー
- 清水アキラ
- ビジーフォースペシャル（グッチ裕三・モト冬樹 ほか）
- 栗田貫一
- コロッケ

## 備考
- 『ものまね王座決定戦』放送直前の時期においては、必ず同番組の番組宣伝が放送されていた。
- 1989年7月放送の『FNSスーパースペシャルテレビ夢列島』にて東品川イマジカビデオスタジオから本番組の特別編『ものまね四天王ミッドナイトライブ』が生放送され、クイズ出題者として関根勤と小堺一機が登場した。